# Коваленко, Фёдор Акимович
Фёдор Акимович Коваленко (16 мая 1866 — 9 февраля 1919) — русский коллекционер, основатель Краснодарского художественного музея.

## Биография
Родился 16 мая 1866 в многодетной крестьянской семье. Закончил двухклассное училище. В 1881 году семья Коваленко перебралась в Екатеринодар, где отец отдал мальчишку рассыльным в бакалейный магазин купца Пяткова, где он дослужился до кассира. Работая кассиром, Фёдор начал приобретать книги, гравюры, картины. К 1890 году коллекция разрослась до таких размеров, что её владелец счёл возможным устроить у себя на дому первую выставку.
Подвижнические труды Фёдора Акимовича закончились в 1919 году — 9 февраля он скончался от тифа.

## Память
- Краснодарский краевой художественный музей носит имя Фёдора Акимовича Коваленко.
- На здании Краснодарского краевого художественного музея в 1993 году установлена мемориальная доска  Ф.А. Коваленко. Скульптор А.А. Аполлонов.

Мемориальная доска Ф.А. Коваленко в Краснодаре